# Várna vasútállomás

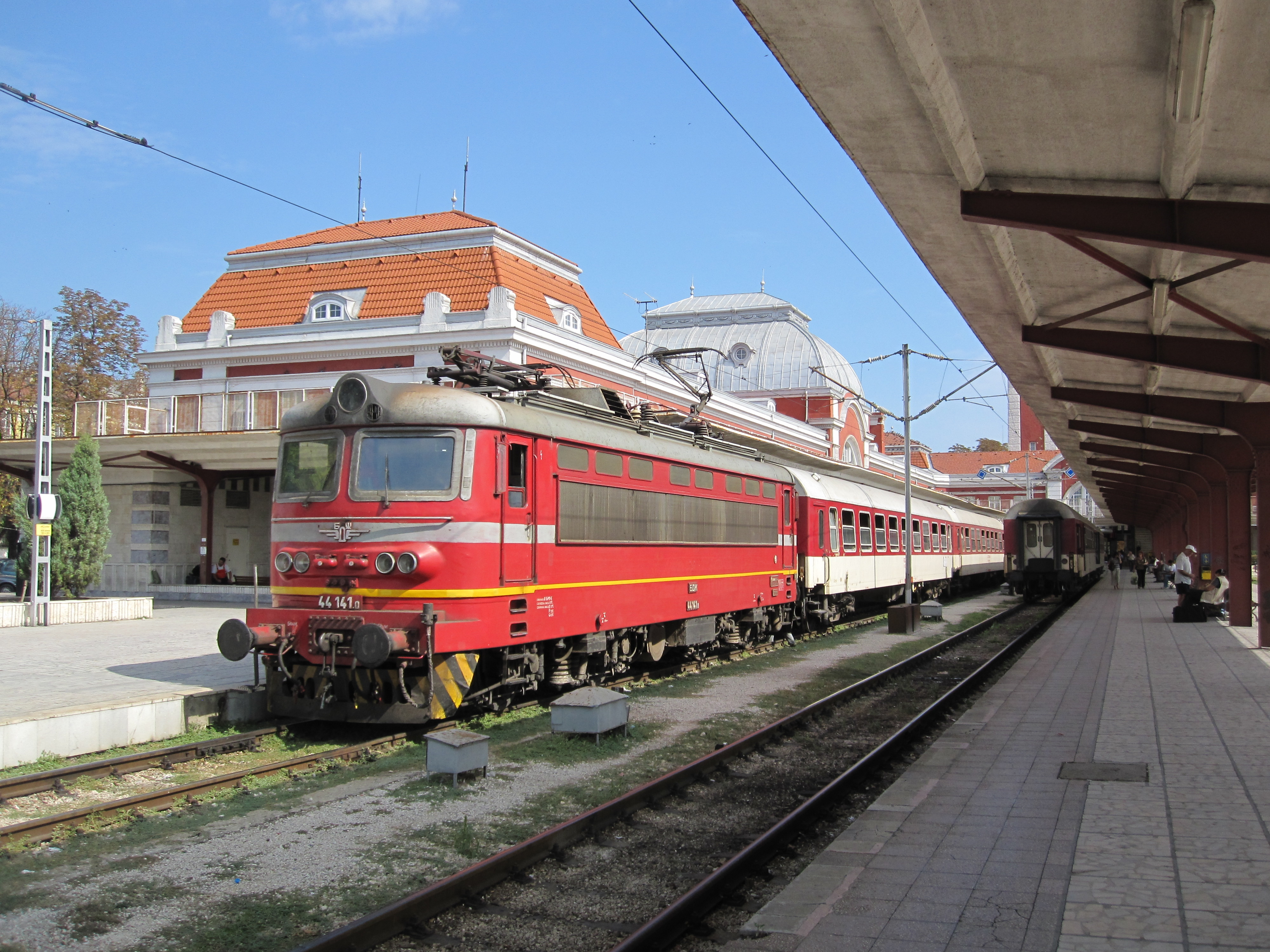
Vonat az állomáson

Várna vasútállomás (bolgár nyelven: Железопътна гара Варна, Zhelezopatna gara Varna) a Fekete-tenger partján elterülő Várna központi pályaudvara. Ez Bulgária egyik legrégebbi vasútállomása, amely 1866. október 26-án nyílt meg a Rusze–Várna-vasútvonal elkészültekor. Az állomás jelenlegi épülete 1908 és 1925 között épült, befejezése után III. Borisz cár adta át az utazóközönségnek. Renoválása 2004 és 2005 között történt meg.
1883 és 1885 között az Orient expressz is eljutott idáig, így a városnak egész Nyugat-Európával volt közvetlen vasúti kapcsolata. Napjainkban a vonatok az állomásról a fővárosba, Szófiába, továbbá Karnobatba, Ruszéba, Plovdivba, Plevenbe, Sumenbe, Dobricsba és további belföldi állomások felé indulnak.

## Kapcsolódó vasútvonalak
- Rusze–Kaszpicsan(–Várna)-vasútvonal
- Szófia–Várna-vasútvonal